# Romeria de Sant Pasqual

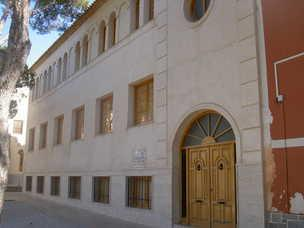
Alberg per als pelegrins a Orito

La Romeria de Sant Pasqual se celebra a Montfort (Vinalopó Mitjà) des de 1637, concretament a la pedania d'Orito, cada 17 de maig. Milers de pelegrins hi acudeixen a visitar la Cova de Sant Pasqual i a dipositar els exvots pels favors rebuts. Aquests dies se celebra una important fira, de segles de tradició. És una de les peregrinacions més importants que es produeixen al País Valencià a causa del gran nombre de persones que professen devoció a aquest Sant. El 2011, va ser declarada Festa d'Interés Turístic Provincial del País Valencià.
La Romeria de Sant Pasqual supera els 250.000 visitants durant tot el mes de maig. De fet, el dia de màxima afluència és el 17 de maig, moment en què se celebra la festivitat de Sant Pasqual. A més, destaca el recorregut, que finalitza a la part alta de la Serra de les Àguiles, a la Cova de Sant Pasqual, on es troba protegit el Sant, i segons la tradició tots els pelegrins han de tocar el seu cordó. D'altra banda, trobem la popular Fira de Sant Pasqual, en la qual es venen els tradicionals garrots de Sant Pasqual, les cistelles de vimen o parament de cuina entre altres productes i que romandrà oberta a Orito durant tot el mes de maig.
La Romeria mana escalar a peu l'escarpada costa que accedeix a la cova, des de la qual es pot observar una panoràmica de la Vall del Vinalopó Mitjà i la costa. La Romeria té com a destinació la Cova de Sant Pasqual, on el Sant és venerat.

## Cova de Sant Pasqual
La Cova de Sant Pasqual està situada en la faldilla de la Serra de les Àguiles, a 2 km aproximadament d'Orito. Anteriorment, aquesta cova havia sigut refugi de pastors davant el mal temps. Va ser després de la beatificació del sant quan la hi va anomenar "Cova de Sant Pasqual". Aquesta es compon de dues habitacions, una on es troba la talla en fusta policromada del sant, així com totes les peces dels pelegrins i una altra (crematori) situada una mica més a baix i utilitzada per posar les tradicionals espelmes al sant.
A la cova no només es pot accedir a peu, també s'hi pot en automòbil, on hi ha habilitats uns aparcaments especials i zones d'acampada. Es pot observar un monument a Sant Pasqual (de 6 m d'altura) de pedra calcària, fidel reproducció que hi ha a l'interior de la cova.